# Jesse Sanders
Jesse Sanders (5 juni 1989) is een Amerikaans professioneel basketbalspeler. Momenteel speelt hij bij het Duitse Tigers Tübingen.

## College Carrière

### Liberty Flames
Bij het universiteidsteam Liberty Flames was Sanders 4 jaar lang point guard. In zijn tijd daar scoorde hij 1235 punten (9,7 per match). Toen hij afstudeerde deed hij dit ook als de speler met meeste assists ooit. Hij gaf er in totaal 726. In 2011 kreeg Sanders de prijs 'Big South Conference Player of the Year en een eervolle vermelding in All-american van de Associated Press. In het seizoen 2011-2012 was zijn assists percentage (8,0 assists per match) het derde hoogste van de natie.

## Professionele Carrière

### Aurora Basket Jesi
In juni 2012 tekende Sanders een contract voor 1 jaar bij het Italiaanse professionele team Aurora Basket Jesi. In 25 wedstrijden gedurende zijn eerste jaar als professioneel speler, maakte hij gemiddeld 9,7 punten, 5,5 rebounds, 2,1 assists en 1,4 steals per wedstrijd.

### Sydney Kings
Op 8 juni 2013 tekende Sanders een contract bij het Australische professionele team Sydney Kings. Op 14 november 2013 kreeg hij echter al te horen dat de wedstrijd op 15 november 2013 tegen Townsville Crocodiles zijn laatste zou zijn nadat de Kings NBA veteraan Sam Young naar Sydney haalden.
Op 23 februari 2014 kondigden de Kings aan dat Sanders terug een kans zou krijgen nadat speler Charles Carmouche besloot om terug naar de Verenigde Staten te keren.
Hij bleek al snel van belang te zijn, zo loodste hij zijn team op 16 maart 2014 voorbij de Adelaide 36ers in een loodzware wedstrijd. Dit deed hij door die wedstrijd 24 punten te scoren, 10 rebounds te doen en 8 assists te geven. De wedstrijd eindigde op een 100-90 overwinning voor de Sydney Kings.
In de 13 wedstrijden die hij in totaal voor de Kings speelde scoorde hij gemiddeld 10.5 punten, 4.7 rebounds en 3.5 assists per wedstrijd.

### Limburg United
Op 24 augustus 2014 tekende Sanders een contract bij de gloednieuwe Belgische club Limburg United. 
Hier groeide Sanders al snel uit tot een van de sterkhouders samen met kapitein Seamus Boxley. Gedurende het seizoen had hij een gemiddelde van 11,4 punten, 5,1 rebounds en 5 assists per wedstrijd dit seizoen. Hiermee had hij een groot aandeel in het succes gedurende het eerste seizoen van Limburg United dat zich voor de play-offs plaatste. Ze werden echter in de kwartfinale uitgeschakeld door Spirou Charleroi. Dit seizoen had hij het meest aantal assists en steals uit de hele competitie.

### Tigers Tübingen
Op 23 mei 2015 maakte Sanders via zijn facebookaccount bekend dat hij een contract getekend had bij de Bundesligaclub Tigers Tübingen uit Tübingen. Dit werd zo zijn 4de professionele club in 4 jaar tijd.